# بيلي ارسي
بيلي ارسي (بالإسبانية: Billy Vladimir Arce Mina)‏ هو لاعب كرة قدم إكوادوري في مركز نصف الجناح، ولد في 12 يوليو 1998 في إسمرالداس في الإكوادور. لعب مع إنديبندينتي ديل فال.

## وصلات خارجية
- بيلي ارسي على موقع قاعدة بيانات كرة القدم.إي يو (الإنجليزية)
- بيلي ارسي على موقع Soccerway.com (الإنجليزية)